# Halterofilismo nos Jogos Olímpicos de Verão de 2020
As competições de halterofilismo ou levantamento de peso nos Jogos Olímpicos de Verão de 2020 foram disputadas entre 24 de julho e 4 de agosto de 2021, no Fórum Internacional de Tóquio, em Tóquio. Adiadas em um ano devido à pandemia de COVID-19, o evento contou com a participação cento e noventa e quatro atletas, sendo 98 homens e 96 mulheres, provenientes de 76 Comitês Olímpico Nacionais, Ao todo, houve disputas de medalhas em quatorze eventos.
Em julho de 2018, a Federação Internacional de Halterofilismo (IWF) anunciou uma reformulação nas categorias de peso oficiais. Com isso o número de eventos foi reduzida de 15 para 14 com relação a 2016, com uma prova masculina sendo removida.
Nesta edição, Laurel Hubbard se tornou a primeira mulher abertamente transgênero a competir nas Olimpíadas. Sua participação na categoria acima de 87 kg feminino, no entanto, gerou polêmica sobre se os nascidos homens têm vantagens biológicas no esporte feminino.

## Qualificação
Para cada categoria de peso, até 14 halterofilistas poderiam se qualificar, com as vagas sendo alocadas da seguinte forma:
- Oito pelo ranking mundial da IWF;
- Cinco representantes de cada continente seguindo o ranking mundial, sendo limitado a Comitês Olímpicos Nacionais (CON) ainda sem halterofilistas qualificados;
- Vagas para o país anfitrião (seis classes de peso) ou para a Comissão Tripartite (oito classes de peso).

Cada CON só poderia qualificar um representante por categoria de peso e quatro por gênero em todas as classes de peso. O número máximo de halterofilistas por CON em todas as classes de peso também foi limitado devido a violações de doping: se algum CON tivesse entre 10 e 19 violações no período entre os Jogos Olímpicos de 2008 até o final da qualificação de 2020, seria limitado a dois homens e duas mulheres. Se algum CON tivesse 20 ou mais violações, era limitado a um homem e uma mulher.
Além disso, seis CON foram suspensos pela IWF por múltiplos casos de doping e, portanto, totalmente impedidos de participar dos Jogos de Tóquio. Quatro dessas suspensões foram confirmadas, enquanto duas puderam participar com restrições após os processos de apelação.

## Calendário
As competições de halterofilismo foram realizadas em dez dias, iniciando com a categoria até 49 kg feminino em 24 de julho de 2021 e finalizando com a categoria acima de 109 kg masculino, em 4 de agosto.
| F | Final |

| DataEvento               | 24 jul    | 25 jul    | 26 jul    | 27 jul    | 28 jul    | 29 jul    | 30 jul    | 31 jul    | 1 ago     | 2 ago     | 3 ago     | 4 ago     |
| Masculino                | Masculino | Masculino | Masculino | Masculino | Masculino | Masculino | Masculino | Masculino | Masculino | Masculino | Masculino | Masculino |
| ------------------------ | --------- | --------- | --------- | --------- | --------- | --------- | --------- | --------- | --------- | --------- | --------- | --------- |
| Até 61 kg masculino      |           | F         |           |           |           |           |           |           |           |           |           |           |
| Até 67 kg masculino      |           | F         |           |           |           |           |           |           |           |           |           |           |
| Até 73 kg masculino      |           |           |           |           | F         |           |           |           |           |           |           |           |
| Até 81 kg masculino      |           |           |           |           |           |           |           | F         |           |           |           |           |
| Até 96 kg masculino      |           |           |           |           |           |           |           | F         |           |           |           |           |
| Até 109 kg masculino     |           |           |           |           |           |           |           |           |           |           | F         |           |
| Mais de 109 kg masculino |           |           |           |           |           |           |           |           |           |           |           | F         |
| Feminino                 |           |           |           |           |           |           |           |           |           |           |           |           |
| Até 49 kg feminino       | F         |           |           |           |           |           |           |           |           |           |           |           |
| Até 55 kg feminino       |           |           | F         |           |           |           |           |           |           |           |           |           |
| Até 59 kg feminino       |           |           |           | F         |           |           |           |           |           |           |           |           |
| Até 64 kg feminino       |           |           |           | F         |           |           |           |           |           |           |           |           |
| Até 76 kg feminino       |           |           |           |           |           |           |           |           | F         |           |           |           |
| Até 87 kg feminino       |           |           |           |           |           |           |           |           |           | F         |           |           |
| Mais de 87 kg feminino   |           |           |           |           |           |           |           |           |           | F         |           |           |

## Nações participantes
Ao todo, 76 CONs tiveram atletas qualificados em ao menos um evento. Entre parênteses encontra-se representada a quantidade de atletas.
- ALB Albânia (2)
- GER Alemanha (3)
- KSA Arábia Saudita (1)
- ALG Argélia (1)
- ARM Armênia (2)
- AUS Austrália (5)
- AUT Áustria (2)
- BEL Bélgica (2)
- BLR Bielorrússia (2)
- BOT Botsuana (1)
- BRA Brasil (2)
- BUL Bulgária (2)
- CMR Camarões (2)
- CAN Canadá (5)
- QAT Catar (1)
- KAZ Cazaquistão (2)
- CHI Chile (2)
- CHN China (8)
- COL Colômbia (3)
- KOR Coreia do Sul (8)
- CUB Cuba (4)
- ECU Equador (4)
- EOR Equipe Olímpica de Refugiados (1)
- ESP Espanha (4)
- USA Estados Unidos (8)
- PHI Filipinas (2)
- FRA França (4)
- GEO Geórgia (4)
- GHA Gana (1)
- GBR Grã-Bretanha (4)
- GRE Grécia (1)
- HUN Hungria (1)
- SOL Ilhas Salomão (1)
- IND Índia (1)
- INA Indonésia (5)
- IRI Irã (2)
- ISR Israel (1)
- ITA Itália (4)
- JPN Japão (7)
- KIR Kiribati (1)
- LAT Letônia (2)
- LBN Líbano (1)
- LTU Lituânia (1)
- MAD Madagascar (2)
- MLT Malta (1)
- MAR Marrocos (1)
- MRI Maurício (1)
- MEX México (4)
- MDA Moldávia (1)
- MGL Mongólia (1)
- NRU Nauru (1)
- NCA Nicarágua (1)
- NZL Nova Zelândia (5)
- OMA Omã (1)
- NED Países Baixos (1)
- PLE Palestina (1)
- PNG Papua-Nova Guiné (2)
- PAK Paquistão (1)
- PER Peru (1)
- POL Polônia (3)
- KGZ Quirguistão (1)
- CZE República Checa (1)
- DOM República Dominicana (5)
- ROC ROC (2)
- ASA Samoa Americana (1)
- SYR Síria (1)
- SWE Suécia (1)
- TPE Taipé Chinês (7)
- TGA Tonga (1)
- TUN Tunísia (5)
- TUR Turquia (2)
- TKM Turcomenistão (5)
- UKR Ucrânia (2)
- UZB Uzbequistão (4)
- VEN Venezuela (4)
- VIE Vietnã (2)

## Medalhistas
Masculino
| Evento                  | Ouro                          | Prata                                    | Bronze                              |
| ----------------------- | ----------------------------- | ---------------------------------------- | ----------------------------------- |
| Até 61 kg detalhes      | Li Fabin CHN China            | Eko Yuli Irawan INA Indonésia            | Igor Son KAZ Cazaquistão            |
| Até 67 kg detalhes      | Chen Lijun CHN China          | Luis Javier Mosquera COL Colômbia        | Mirko Zanni ITA Itália              |
| Até 73 kg detalhes      | Shi Zhiyong CHN China         | Julio Mayora VEN Venezuela               | Rahmat Erwin Abdullah INA Indonésia |
| Até 81 kg detalhes      | Lü Xiaojun CHN China          | Zacarías Bonnat DOM República Dominicana | Antonino Pizzolato ITA Itália       |
| Até 96 kg detalhes      | Fares El-Bakh QAT Catar       | Keydomar Vallenilla VEN Venezuela        | Anton Pliesnoi GEO Geórgia          |
| Até 109 kg detalhes     | Akbar Djuraev UZB Uzbequistão | Simon Martirosyan ARM Armênia            | Artūrs Plēsnieks LAT Letônia        |
| Mais de 109 kg detalhes | Lasha Talakhadze GEO Geórgia  | Ali Davoudi IRI Irã                      | Man Asaad SYR Síria                 |

Feminino
| Evento                 | Ouro                            | Prata                            | Bronze                                    |
| ---------------------- | ------------------------------- | -------------------------------- | ----------------------------------------- |
| Até 49 kg detalhes     | Hou Zhihui CHN China            | Saikhom Mirabai Chanu IND Índia  | Windy Cantika Aisah INA Indonésia         |
| Até 55 kg detalhes     | Hidilyn Diaz PHI Filipinas      | Liao Qiuyun CHN China            | Zulfiya Chinshanlo KAZ Cazaquistão        |
| Até 59 kg detalhes     | Kuo Hsing-chun TPE Taipé Chinês | Polina Gurýeva TKM Turcomenistão | Mikiko Ando JPN Japão                     |
| Até 64 kg detalhes     | Maude Charron CAN Canadá        | Giorgia Bordignon ITA Itália     | Chen Wen-huei TPE Taipé Chinês            |
| Até 76 kg detalhes     | Neisi Dajomes ECU Equador       | Katherine Nye USA Estados Unidos | Aremi Fuentes MEX México                  |
| Até 87 kg detalhes     | Wang Zhouyu CHN China           | Tamara Salazar ECU Equador       | Crismery Santana DOM República Dominicana |
| Mais de 87 kg detalhes | Li Wenwen CHN China             | Emily Campbell GBR Grã-Bretanha  | Sarah Robles USA Estados Unidos           |

## Quadro de medalhas

Lasha Talakhadze, da Geórgia, foi o campeão da categoria de mais de 109 kg masculino

País sede destacado
| Ordem | País                     | Medalha de ouro | Medalha de prata | Medalha de bronze |    | Ordem por total |
| ----- | ------------------------ | --------------- | ---------------- | ----------------- | -- | --------------- |
| 1     | CHN China                | 7               | 1                |                   | 8  | 1               |
| 2     | ECU Equador              | 1               | 1                |                   | 2  | 4               |
| 3     | GEO Geórgia              | 1               |                  | 1                 | 2  | 4               |
|       | TPE Taipé Chinês         | 1               |                  | 1                 | 2  | 4               |
| 5     | CAN Canadá               | 1               |                  |                   | 1  | 11              |
|       | QAT Catar                | 1               |                  |                   | 1  | 11              |
|       | PHI Filipinas            | 1               |                  |                   | 1  | 11              |
|       | UZB Uzbequistão          | 1               |                  |                   | 1  | 11              |
| 9     | VEN Venezuela            |                 | 2                |                   | 2  | 4               |
| 10    | INA Indonésia            |                 | 1                | 2                 | 3  | 2               |
|       | ITA Itália               |                 | 1                | 2                 | 3  | 2               |
| 11    | USA Estados Unidos       |                 | 1                | 1                 | 2  | 4               |
|       | DOM República Dominicana |                 | 1                | 1                 | 2  | 4               |
| 14    | ARM Armênia              |                 | 1                |                   | 1  | 11              |
|       | COL Colômbia             |                 | 1                |                   | 1  | 11              |
|       | GBR Grã-Bretanha         |                 | 1                |                   | 1  | 11              |
|       | IND Índia                |                 | 1                |                   | 1  | 11              |
|       | IRI Irã                  |                 | 1                |                   | 1  | 11              |
|       | TKM Turcomenistão        |                 | 1                |                   | 1  | 11              |
| 20    | KAZ Cazaquistão          |                 |                  | 2                 | 2  | 4               |
| 21    | JPN Japão                |                 |                  | 1                 | 1  | 11              |
|       | LAT Letônia              |                 |                  | 1                 | 1  | 11              |
|       | MEX México               |                 |                  | 1                 | 1  | 11              |
|       | SYR Síria                |                 |                  | 1                 | 1  | 11              |
| TOTAL | TOTAL                    | 14              | 14               | 14                | 42 | —               |